# Telenassa abas
Telenassa abas is een vlinder uit de familie Nymphalidae. De wetenschappelijke naam van de soort is voor het eerst geldig gepubliceerd in 1864 door William Chapman Hewitson.